# Skraveltjärnen (Arvidsjaurs socken, Lappland, 726572-166212)
Skraveltjärnen är en sjö i Arvidsjaurs kommun i Lappland och ingår i Byskeälvens huvudavrinningsområde. Skraveltjärnen ligger i Byskeälven Natura 2000-område.